# Kanton Moulins-1
Moulins-1 is een kanton van het Franse departement Allier. Het kanton maakt deel uit van het arrondissement Moulins.
Het telt 17.870 inwoners in 2018.
Het kanton Moulins-1 werd gevormd ingevolge het decreet van 27 februari 2014 met uitwerking op 22 maart 2015. 

## Gemeenten
Het kanton omvat volgende gemeenten :
- Moulins (hoofdplaats) (westelijk deel)

en de gemeenten van het opgeheven kanton Moulins-Ouest:
- Aubigny
- Avermes
- Bagneux
- Coulandon
- Montilly
- Neuvy